# Perigonica tertia
Perigonica tertia är en fjärilsart som beskrevs av Dyar 1902. Perigonica tertia ingår i släktet Perigonica och familjen nattflyn. Inga underarter finns listade i Catalogue of Life.